# Orzens
Orzens (/ɔʀzã/) est une commune suisse du canton de Vaud, située dans le district du Jura-Nord vaudois. Elle compte 208 habitants en 2022. Le village d'Orzens se situe à 622 mètres d'altitude sur un plateau dominant la Menthue.

## Géographie
Le village d'Orzens se situe 622 mètres d'altitude sur un plateau dominant la rive gauche de la Menthue au nord du Gros de Vaud, entre la plaine de l'Orbe et la vallée de la Broye sur le plateau suisse. Au sud-est, la frontière communale suit la Greyle qui est un affluent du Sauteru. La Barbeire traverse la partie nord de la commune. À l'ouest, le territoire communal s'étend dans le Bois Pontey jusqu'à une altitude de 686 mètres.
En plus du village d'Orzens, la commune comprend le hameau des Champs Plats situé à 598 mètres d'altitude au bord de la Barbeire. Les communes voisines sont Cronay, Donneloye, Bioley-Magnoux, Oppens, Pailly, Essertines-sur-Yverdon et Ursins.

## Toponymie
Le nom de la commune, qui se prononce /ɔʀzã/, dérive sans doute d’un nom germanique tel que Orizo et du suffixe toponymique -ingōs (chez les gens de, chez ceux du clan de).
La première attestation écrite remonte à 1177, sous la forme d'Orsens.
La commune se nomme Odzin en patois vaudois.

## Histoire
Le village fait partie de la seigneurie de Saint-Martin-du-Chêne puis de celle de Bioley-Magnoux. Il forme ensuite une seigneurie appartenant à la famille d'Orzens. Après l'invasion bernoise de 1536, le village fait partie du bailliage d'Yverdon. Il fait ensuite partie du district d'Yverdon de 1798 à 2007 et du district du Jura-Nord vaudois depuis 2008. Un glissement de terrain détruit une partie du village en 1852.

### Héraldique
|  | Les armes de la commune d'Orzens se blasonnent ainsi : D'argent au sautoir de gueules, une étoile à six rais du premier brochant en abîme. |

## Population

### Surnom
Les habitants de la commune sont surnommés les Seillettes (la seille étant le seau en bois dans lequel on récoltait le lait),.

### Démographie
Orzens compte 208 habitants en 2022. Sa densité de population atteint 50 hab./km2.
En 2000, la population d'Orzens est composée de 97 hommes (49,2 %) et 100 femmes (50,8 %). Il y a 189 Suisses (95,9 %) et 8 étrangers (4,1 %). La langue la plus parlée est le français, avec 189 locuteurs (95,9 %), et la deuxième langue est l'allemand (3 personnes ou 1,5 %). Sur le plan religieux, la communauté protestante reformée est la plus importante avec 138 personnes (70,1 %), suivie des catholiques romains (17 ou 8,6 %). 23 personnes (11,7 %) n'ont aucune appartenance religieuse.
Le graphique suivant résume l'évolution de la population d'Orzens entre 1850 et 2010 :

## Politique
Sur le plan communal, Orzens est dirigé par une municipalité formée de cinq membres et dirigée par un syndic pour l'exécutif et un Conseil général dirigé par un président et secondé par un secrétaire pour le législatif.

## Économie
Jusqu'à la seconde moitié du XXe siècle, l'économie locale était principalement tournée vers l'agriculture, l'arboriculture fruitière et l'élevage qui, de nos jours encore, représentent une part importante des emplois locaux. Des emplois ont été créés dans de petites entreprises mais, en 2000, près des trois quarts de la population active sont des pendulaires qui travaillent principalement à Yverdon-les-Bains.

## Monuments
Le château d'Orzens a été rénové à la fin du XVIIe siècle.

## Transports
Au niveau des transports en commun, Orzens fait partie de la communauté tarifaire vaudoise Mobilis. Les bus de CarPostal reliant Yverdon-les-Bains à Bercher par Gossens et Ursins s'arrêtent dans le village. La commune est également desservie par les bus sur appel Publicar, qui sont également un service de CarPostal.